# Sceloporus grammicus
Espèce
Synonymes
- Sceloporus pleurostictus Wiegmann, 1828
- Sceloporus microlepidotus Wiegmann, 1834
- Sceloporus dispar Baird & Girard, 1852
- Sceloporus heterurus Cope, 1867
- Sceloporus rubriventris Günther, 1890
- Sceloporus disparilis Stejneger, 1916
- Sceloporus pilsbryi Dunn, 1936

Statut de conservation UICN

 LC  : Préoccupation mineure
Sceloporus grammicus est une espèce de sauriens de la famille des Phrynosomatidae.

## Répartition
Cette espèce se rencontre :

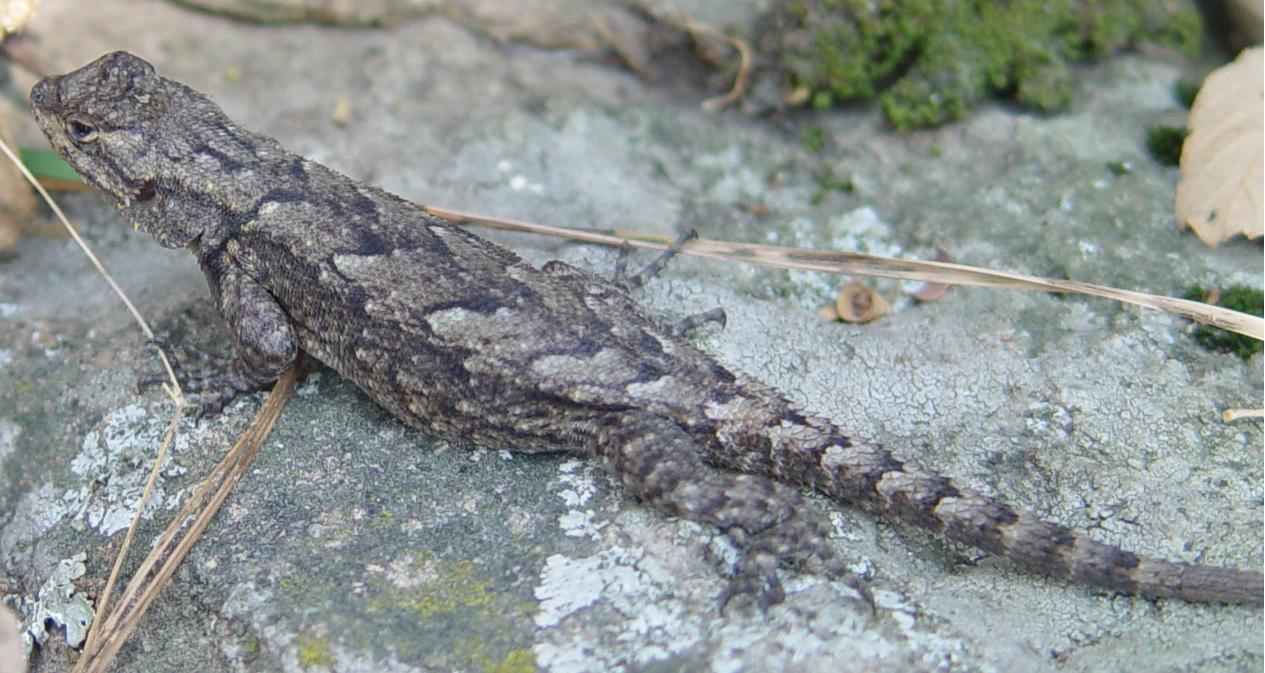
femelle

- aux États-Unis dans le Texas ;
- au Mexique.

## Liste des sous-espèces
Selon The Reptile Database (21 février 2013) :
- Sceloporus grammicus disparilis Stejneger, 1916
- Sceloporus grammicus grammicus Wiegmann, 1828
- Sceloporus grammicus microlepidotus Wiegmann, 1834
- Sceloporus grammicus tamaulipensis Sites & Dixon, 1981

## Publications originales
- Sites & Dixon, 1981 : A new subspecies of the Iguanid lizard, Sceloporus grammicus, from Northeastern Mexico, with comments on its evolutionary implications and the status of S. g. disparilis. Journal of Herpetology, vol. 15, no 1, p. 59-69.
- Stejneger, 1916 : A new lizard of the genus Sceloporus from Texas. Proceedings of the Biological Society of Washington, vol. 29, p. 227-230 (texte intégral).
- Wiegmann, 1828 : Beyträge zur Amphibienkunde. Isis von Oken, vol. 21, no 4, p. 364-383 (texte intégral).
- Wiegmann, 1834 : Herpetologia mexicana, seu Descriptio amphibiorum Novae Hispaniae quae itineribus comitis De Sack, Ferdinandi Deppe et Chr. Guil. Schiede in Museum zoologicum Berolinense pervenerunt. Pars prima saurorum species amplectens, adjecto systematis saurorum prodromo, additisque multis in hunc amphibiorum ordinem observationibus. Lüderitz, Berlin, p. 1-54 (texte intégral).